# Gaistal
Le Gaistal est une vallée dans le Tyrol (Autriche) qui sépare le chaînon de Mieming au sud du reste du Wetterstein au nord.

## Toponymie
Le Gaistal est mentionné sous le nom de Geizzital dès 1073 ou 1078 dans un document de la principauté épiscopale de Frisingue concernant la frontière du Werdenfelser Land.

## Géographie
La vallée commence à environ 5 km à l'est d'Ehrwald et s'étend jusqu'au Leutaschtal. La vallée, fermée à la circulation automobile, est flanquée des deux côtés par plusieurs montagnes (notammnet la Hohe Munde, le Hochwanner, la Predigtstuhl, le Hochplattig, l'Ehrwalder Sonnenspitze).
L'extrémité supérieure ouest de la vallée se trouve dans la commune d'Ehrwald (col d'Ehrwal). Il comprend l'Igelsee, près duquel naît le Leutascher Ache, qui traverse toute la vallée vers l'est en direction de Leutasch et se jette finalement dans l'Isar à Mittenwald. À l'est de l'Igelsee, il y a une frontière entre les communes de Mieming et Wildermieming (les deux localités elles-mêmes se trouvent au sud du massif de Mieming, en direction de la vallée de l'Inn). Plus à l'est, le Gaistal appartient à la commune de Leutasch.

## Tourisme
Un grand parking pour randonneurs à la limite est du Gaistal est accessible depuis Leutasch par une route à péage en voiture ou en bus.
Depuis Leutasch, il y a 12 alpages et refuges à une journée de marche. Le Gaistal fut décrit en termes littéraires par l'écrivain local Ludwig Ganghofer. Le pavillon de chasse de Ganghofer dans le Gaistal fut conservé et se trouve à proximité immédiate du Tillfußalm. Ganghofer y écrit de nombreux romans.